# Сердюк, Андрей Михайлович
Андрей Михайлович Сердюк (укр. Андрій Михайлович Сердюк; род. 24 декабря 1938, Днепропетровск) — советский и украинский учёный в области медицинской экологии, гигиены, социальной медицины, академик Национальной академии медицинских наук Украины (2007), доктор медицинских наук (1981), профессор (1994). Заслуженный деятель науки и техники Украины (1998), лауреат Государственной премии Украины в области науки и техники (2004), почётный член Академии медицинских наук Польши (1999), действительный член Международной медицинской академии им. А. Швейцера (1999), Президент Национальной академии медицинских наук Украины (с 2011), директор ГУ «Институт гигиены и медицинской экологии им. А. М. Марзеева НАМН Украины».

## Биография
В 1961 году окончил Днепропетровский медицинский институт.
В 1961—1966 годах — врач, заместитель главного врача Верхнеднепровской районной больницы, заведующий городского отдела здравоохранения Верхнеднепровской промышленно-производственной зоны Днепропетровской области.
В 1966—1969 годах — аспирант Киевского научно-исследовательского института общей и коммунальной гигиены. В 1969—1971 годах — старший научный сотрудник Киевского научно-исследовательского института общей и коммунальной гигиены. В 1971 году успешно защитил кандидатскую диссертацию.
В 1971—1974 годах — инструктор, консультант отдела науки и учебных заведений ЦК Компартии Украины. В 1974—1987 годах — заместитель заведующего отделом науки и учебных заведений ЦК Компартии Украины по вопросам охраны здоровья и социальной защиты.
В 1987—1990 годах — 1-й заместитель министра здравоохранения Украинской ССР.
В 1990—1994 годах — заведующий лабораторией экологической безопасности и директор Украинского научного гигиенического центра.
В октябре 1994 — сентябре 1996 года — 1-й заместитель министра здравоохранения Украины.
С 5 сентября 1996 по 27 января 1999 года — министр здравоохранения Украины.
В феврале 1999 — марте 2000 года — председатель Национального агентства Украины по контролю за качеством и безопасностью продуктов питания, лекарственных средств и изделий медицинского назначения.
С февраля 1999 года — директор Украинского научного гигиенического центра.
Академиком Национальной академии медицинских наук Украины избран 4 июля 2007 года по специальности медицинская экология.
В 2011 году избран Президентом Национальной академии медицинских наук Украины.
Почётный профессор Тернопольского государственного медицинского университета имени И. Я. Горбачевского.

## Научные направления
Основные научные направления:
- организация здравоохранения,
- гигиена окружающей среды,
- биологическое действие электромагнитных полей,
- медицинская экология,
- глобальные проблемы научно-технического прогресса,
- экологическая безопасность,
- медицинские аспекты аварии на ЧАЭС,
- оценка рисков негативного влияния факторов окружающей среды на здоровье населения.

Им впервые проработана
- теория резонансного взаимодействия организма с окружающей средой,
- научно обоснованная система гигиенической оценки прогнозирования и предупреждения техногенных рисков, принципов и методов, разграничивающие норму и патологию при экзогенных воздействиях.

Научная деятельность реализуется в совместных исследовательских проектах с учёными США, Германии, Японии, Швеции, Польши, России.

## Работы
Автор более 440 научных работ, в том числе 4 учебников, 4 монографий. Имеет 4 авторских свидетельства. Подготовил 19 докторов и 10 кандидатов наук.

## Общественная деятельность
- Председатель научного общества гигиенистов Украины;
- заместитель председателя Комиссии по биобезопасности и биологической защите при СНБО Украины;
- заместитель председателя Национальной комиссии по радиационной защите при Верховной Раде Украины;
- член Национальной экспертной комиссии по вопросам защиты общественной морали;
- Председатель экспертного совета ВАК Украины по научному направлению «Профилактическая медицина»;
- член Президиума Ученого Совета Минздрава Украины;
- Председатель Координационного совета НАМН Украины по вопросам реализации научной части Межотраслевой комплексной программы «Здоровье нации»;
- член Межведомственной комиссии по реализации Общегосударственной программы «Питьевая вода Украины на 2006—2020 годы»;
- заместитель Председателя специализированного ученого совета Д 26.604.01 по специальностям: «гигиена» (медицинские и биологические науки) «экология» (медицинские науки).

## Научно-журналистская деятельность
- член Национального союза журналистов Украины;
- шеф-редактор профессиональных (ВАК Украины) изданий: журнала «Окружающая среда и здоровье» и сборника научных трудов «Гигиена населенных мест»;
- членом редакционных коллегий ряда научных журналов.

## Награды
- орден князя Ярослава Мудрого V ст. (2006),
- орден «Знак Почёта»,
- орден «За заслуги» III ст.;
- 4 медали;
- Почётные грамоты Верховной Рады Украины и Кабинета Министров Украины, Президиума НАН и АМН Украины, МЗ и МО Украины;
- Международная золотая звезда за заслуги в медицине (Польша).
- Почётный гражданин городов Марганец и Верхнеднепровск Днепропетровской области.

## Основные научные труды
- «Взаимодействие организма с электромагнитными полями как с фактором окружающей среды» (1977);
- «Непростые заботы человечества: научно-технический прогресс, здоровье человека, экология» (1988);
- «Чернівецька хімічна хвороба: нове екологічне захворювання?»(1998);
- «Общая гигиена» (1999);
- «Гігієна праці» (2000);
- «Гігієна довкілля: політика, практика, перспективи» (2001);
- «Завещание врача-профилактика» (2003);
- «Генофонд і здоров’я населення» (2003);
- «Комунальна гігієна» (2003);
- «Тяжёлые металлы внешней среды и их влияние на репродуктивную функцию женщин» (2004);
- «Гігієна та екологія»(2006);
- «Нариси з історії гігієни довкілля в Україні» (2006),
- «Генофонд і здоров’я: розвиток методології оцінки» (2008)

## Критика
Отставки Андрея Сердюка с должности Президента НАМН Украины уже в 2013 году требовали активисты общественных организаций, которые помогают людям, больным СПИД. Они обвинили Сердюка в предыдущем закрытии клиники «Лавра» и порче большой партии антивирусных препаратов. Зимой 2014 года активисты заставили его написать заявление об отставке, но Сердюк отозвал его, как написанное под давлением. В дальнейшем против Андрея Сердюка было возбуждено уголовное дело за хищение средств в крупных размерах.